# SOFA-Score
SOFA-Score ist die Abkürzung für Sepsis-related organ failure assessment score (etwa „Maßzahl zur Beurteilung des Organversagens bei Sepsis“), manchmal auch Sequential organ failure assessment score („Maßzahl zur wiederholten Beurteilung des Organversagens“). Dieser Score wird benutzt, um den Zustand eines Patienten mit Sepsis und das Ausmaß der Organschädigung im Verlauf einer Behandlung auf der Intensivstation zu beschreiben. Der Score besteht aus sechs verschiedenen Maßzahlen für den Zustand der Atmungsfunktion, des Herz-Kreislauf-Systems, der Leberfunktion, der Gerinnung, der Nierenfunktion und des neurologischen Status. Sowohl der Mittelwert der Einzelscores wie auch der höchste Wert haben eine Vorhersagekraft für den Outcome des Patienten.

## Berechnung
| Organsystem           | Parameter                  | 1                              | 2                                            | 3                                                        | 4                                                         |
| --------------------- | -------------------------- | ------------------------------ | -------------------------------------------- | -------------------------------------------------------- | --------------------------------------------------------- |
| Atmung                | PaO2/FiO2                  | < 400 mmHg [< 53.32 kPa]       | < 300 mmHg [< 39.99 kPa]                     | < 200 mmHg und künstliche Beatmung [< 26.66 kPa]         | < 100 mmHg und künstliche Beatmung [< 13.33 kPa]          |
| Nervensystem          | Glasgow Coma Scale (GCS)   | 13–14                          | 10–12                                        | 6–9                                                      | < 6                                                       |
| Herz-Kreislauf-System | (Dosierungen in µg/kg/min) | MAP < 70 mmHg                  | Dopamin ≤ 5 oder Dobutamin (beliebige Dosis) | Dopamin > 5 oder Adrenalin ≤ 0.1 oder Noradrenalin ≤ 0.1 | Dopamin > 15 oder Adrenalin > 0.1 oder Noradrenalin > 0.1 |
| Leber                 | Bilirubin                  | 1,2–1,9 mg/dl [20–32 μmol/l]   | 2,0–5,9 mg/dl [33–101 μmol/l]                | 6,0–11,9 mg/dl [102–204 μmol/l]                          | > 12,0 mg/dl [> 204 μmol/l]                               |
| Gerinnung             | Thrombozyten               | < 150.000 /µl                  | < 100.000 /µl                                | < 50.000 /µl                                             | < 20.000 /µl                                              |
| Niere                 | Kreatinin                  | 1.2–1,9 mg/dl [110–170 μmol/l] | 2.0–3,4 mg/dl [171–299 μmol/l]               | 3.5–4,9 mg/dl [300–440 μmol/l] (oder Urin < 500 ml/d)    | > 5,0 mg/dl [> 440 μmol/l] (oder Urin < 200 ml/d)         |

Wenn ein Organsystem nach den angegebenen Kriterien nicht beeinträchtigt ist, werden für diese Kategorie 0 Punkte gerechnet.

## qSOFA
Für die Erkennung von Risikopatienten durch Sepsis außerhalb von Intensivstationen wurde in der Neudefinition der Sepsis 2016 der qSOFA(= quickSOFA)-Score eingeführt. Er besteht aus 3 einfachen klinischen Kriterien:
- eine Atemfrequenz von 22/min oder mehr,
- Bewusstseinstrübung und
- ein systolischer Blutdruck von 100 mmHg oder weniger.

Wenn zwei oder mehr dieser Kriterien erfüllt sind, ist die Wahrscheinlichkeit für eine Sepsis mit schlechtem klinischen Ausgang erhöht. Bei einem erfüllten Kriterium sollte der volle SOFA-Score bestimmt werden.